# 六十枚橋
六十枚橋（ろくじゅうまいはし）は、福島県いわき市にある道路橋である。

## 概要
- 全長：259.0m
  - 最大支間長：42.2m
- 幅員：12.0m
- 形式：6径間鋼単純鈑桁橋
- 竣工：1979年[1]
- 施工：松尾橋梁[2]

いわき市平地区東部にて二級水系夏井川を渡り、福島県道15号小名浜四倉線を通す。起点側である南詰は平荒田目字川岸、北詰は平下神谷字志賀分に位置する。橋名の「六十枚」は現在の平下神谷の一部である江戸時代の六十枚村に由来し、現在も字六十枚として橋の北側に存在する。橋上は上下対向2車線で橋梁されており、上下線両側に歩道が設置されている。現在の橋梁は1979年に竣工したものであり、旧来の橋梁より50mほど上流側にかけられた。

## 沿革
- 1938年4月 - 先代の橋梁が竣工する（全長：240m、幅員：約5m、RC桁橋[3]）。
- 1974年 - 現在の橋梁が着工される。
- 1979年 - 現在の橋梁が竣工する。
- 2011年3月11日 - 東北地方太平洋沖地震により被災。上部工、下部工に損傷は確認されなかったが、南側橋台上の部品類に一部損傷が確認され、北側橋台背面部の沈下により段差が発生した。

## 周辺
- 正一位稲荷大明神

## 隣の橋
夏井川
（上流）平大橋 - 夏井川橋 - 六十枚橋 - 磐城舞子橋（河口） 